# 圣杜蒙特机场
圣杜蒙特机场或桑托斯-杜蒙特机场（葡萄牙語：Aeroporto Santos-Dumont）是巴西联邦共和国旧都、里约热内卢州首府、第二大城市里约热内卢的两大机场（另一座是里约热内卢/加利昂－安东尼奥·卡洛斯·若比姆国际机场）之一，主要运行国内航线，以该国的民航先驱阿尔贝托·圣杜蒙特的名字命名。